# Aquarius najas
Aquarius najas (De Geer, 1773) è un insetto emittero appartenente alla famiglia dei Gerridi.

## Descrizione

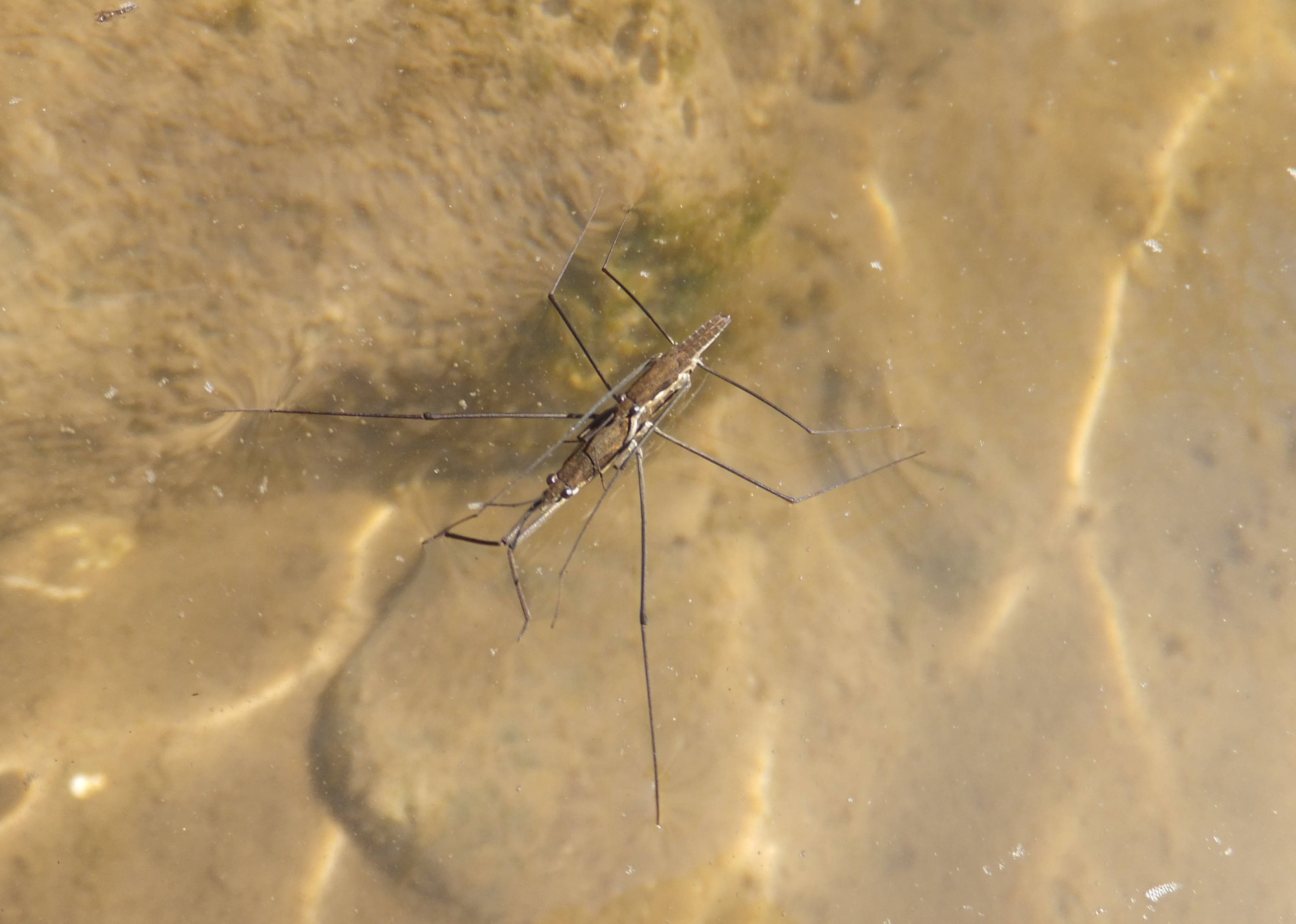
Esemplari accoppiati fotografati lungo il torrente Avisio (Segonzano, Trentino-Alto Adige, Italia)

È un gerride di grandi dimensioni, con zampe lunghe ed esoscheletro spesso; possiede un sistema sensoriale molto sviluppato, con occhi grandi quasi globulari e peli atti a percepire le increspature dell'acqua.
È possibile distinguerlo dalla specie congenere A. paludum grazie alle due "spine" che sporgono dalla fine dell'addome, che in A. najas non superano la punta dello stesso.

## Biologia
Aquarius najas si sposta velocemente sul pelo dell'acqua, con cambi di direzione repentini. È una specie sostanzialmente onnivora, che non disdegna la predazione ai danni di altri insetti che restano intrappolati sul pelo dell'acqua; tra le ninfe è attestato anche il cannibalismo, generalmente da parte delle più grosse verso le più piccole durante la muta. Non sembra avere nemici naturali.
Gli adulti formano delle coppie verso maggio, con il maschio che si posiziona a cavallo della femmina; l'appaiamento dura per giorni o anche settimane, durante le quali gli insetti copulano varie volte e il maschio si nutre delle prede della femmina. La femmina, sempre con il maschio appresso, depone le uova sotto la superficie dell'acqua, lasciandole generalmente in gruppetti ben coesi sulla superficie di pietre piatte. Generalmente c'è una sola generazione all'anno, benché potenzialmente possano diventare due. Le ninfe maturano completamente verso la fine di settembre, e l'insetto sverna da adulto; lo sviluppo da uovo ad adulto impiega circa sette o otto settimane.

## Distribuzione e habitat
La specie è documentata nella quasi totalità d'Europa. Sembra prediligere acque correnti, o almeno mosse, e si trova spesso ai margini dei fiumi con coste sassose.